# 40a temporada de 30 minuts
La quarantena temporada del programa de reportatges 30 minuts de TV3 va començar el 20 d'octubre de 2024.

## Llista d'episodis

### Reportatges originals
| Núm. total | Núm. de la temporada | Títol                    | Direcció | Data d'emissió original | Espectadors (milions) | Quota de pantalla |
| --- | -------------------- | ------------------------ | --- | ----------------------- | --------------------- | ----------------- |
| Sense anunciar | 0                    | «Una mirada diferent»    | Genís Cormand i Sara Segarra | 20 d'octubre de 2024    | Sense determinar      | Sense anunciar    |
| Amb motiu dels 40 anys del 30 minuts, el programa s'endinsa en el cor dels reportatges que han marcat la seva història amb Joan Salvat, Carles Bosch, Francesc Escribano, Jaume Vilalta, Roser Oliver, Eduard Sanjuán i Carles Solà. |                      |                          | |                         |                       |                   |
| Sense anunciar | 1                    | «La dana més mortal»     | Xavier Brichs, Jordi Regàs, Ignasi Gallart, Genís Cormand, Cari Pardo, Víctor Díaz, Sara Segarra, Sandra Mata, Montse Mora, Fúlvia Nicolàs | 3 de novembre de 2024   | Sense determinar      | Sense anunciar    |
| El programa fa un seguiment als llocs més afectats pel desbordament dels rius, una catàstrofe natural sense precedents i resol les qüestions més essencials que envolten el que ha estat el succés. |                      |                          | |                         |                       |                   |
| Sense anunciar | 2                    | «Paradís en flames»      | Naomi Selvaratnam | 10 de novembre de 2024  | Sense determinar      | Sense anunciar    |
| Nova Caledònia, al Pacífic Sud, crema. Darrere les platges paradisíaques s'hi amaguen els estralls d'un conflicte entre una població molt dividida. El detonant: una reforma electoral francesa que impediria l'autodeterminació dels canacs. Ara, han pres el carrer i ha esclatat la violència. |                      |                          | |                         |                       |                   |
| Sense anunciar | 3                    | «La IA i la ment humana» | Genís Cormand i Cari Pardo Luzzy | 17 de novembre de 2024  | Sense determinar      | Sense anunciar    |
| El reportatge convida a entendre un futur que ja s'ha convertit en present. Molts humans estan desconcertats davant els últims avenços de la intel·ligència artificial: és possible crear una intel·ligència artificial conscient, que disposi de memòria, de capacitat d'aprendre i de raonar, de detectar emocions i reproduir-les? Podrà eclipsar les capacitats de la ment humana? O estem parlant només d'operacions matemàtiques? |                      |                          | |                         |                       |                   |
| Sense anunciar | 4                    | «El mar, en suspens»     | Georgina Pujol i Sara Segarra | 24 de novembre de 2024  | Sense determinar      | Sense anunciar    |
| Al litoral català, les reserves marines integrals, aquelles que tenen el nivell màxim de protecció, només representen el 0,01%. Són objecte de massificació turística, excés d'embarcacions d'esbarjo, sobrepesca i activitats furtives. Estan molt lluny de la primera reserva marina d'Europa i de la Mediterrània, a l'illa de Port-Cros, a la Costa Blava francesa.                                                                 |                      |                          | |                         |                       |                   |